# Piecuchy
Piecuchy (deutsch Wessolygrund, 1933 bis 1945 Freudengrund) ist ein Dorf in der polnischen Woiwodschaft Ermland-Masuren. Es gehört zur Gmina Szczytno (Landgemeinde Ortelsburg) im Powiat Szczycieński (Kreis Ortelsburg).

## Geographische Lage
Piecuchy liegt östlich des Waldpusch (polnisch Wałpusza) in der südlichen Mitte der Woiwodschaft Ermland-Masuren, elf Kilometer südöstlich der Kreisstadt Szczytno (deutsch Ortelsburg).

## Geschichte
Die Gründungsurkunde des kleinen, nach 1820 Wesolygrond und nach 1871 Wessoligrund genannten Dorfes ist auf den 9. August 1803 datiert. 1829 wurde das Gemeindeareal um Forstland erweitert.
1874 wurde Wessolygrund in den neu errichteten Amtsbezirk Materschobensee (polnisch Sasek Wielki) im ostpreußischen Kreis Ortelsburg eingegliedert und kam 1932 zum Amtsbezirk Maldanietz (1938 bis 1945 Maldanen, polnisch Małdaniec). 1910 zählte Wessolygrund 190 Einwohner.
Aufgrund der Bestimmungen des Versailler Vertrags stimmte die Bevölkerung im Abstimmungsgebiet Allenstein, zu dem Wessolygrund gehörte, am 11. Juli 1920 über die weitere staatliche Zugehörigkeit zu Ostpreußen (und damit zu Deutschland) oder den Anschluss an Polen ab. In Wessolygrund stimmten 139 Einwohner für den Verbleib bei Ostpreußen, auf Polen entfielen keine Stimmen.
Am 13. Juni 1933 erhielt Wessolygrund eine Änderung des Namens und hieß danach „Freudengrund“, was einer wörtlichen Übersetzung entspricht. Die Einwohnerzahl belief sich im gleichen Jahr auf 190 und im Jahre 1939 auf 184.
Mit dem gesamten südlichen Ostpreußen wurde Freudengrund 1945 in Kriegsfolge an Polen überstellt. Das Dorf erhielt die polnische Namensform „Piecuchy“ und ist heute mit dem Sitz eines Schulzenamtes (polnisch Sołectwo) eine Ortschaft im Verbund der Landgemeinde Szczytno (Ortelsburg) im Powiat Szczycieński (Kreis Ortelsburg), bis 1998 der Woiwodschaft Olsztyn, seither der Woiwodschaft Ermland-Masuren zugehörig. Im Jahre 2011 zählte Piecuchy 96 Einwohner.

## Kirche
Bis 1945 war Wessolygrund resp. Freudengrund in die evangelische Kirche Lipowitz (1933 bis 1945 Lindenort, polnisch Lipowiec) in der Kirchenprovinz Ostpreußen der Kirche der Altpreußischen Union sowie in die römisch-katholische Pfarrei Ortelsburg im damaligen Bistum Ermland eingegliedert. Heute gehört Piecuchy evangelischerseits zur Pfarrei Szczytno in der Diözese Masuren der Evangelisch-Augsburgischen Kirche in Polen sowie katholischerseits zur Pfarrkirche in Lipowiec im jetzigen Erzbistum Ermland.

## Schule
Die Dorfschule in Wessolygrund war einst unter der Regierung von Friedrich Wilhelm III. gegründet worden.

## Verkehr
Piecuchy ist über eine Nebenstraße vom Nachbarort Małdaniec (Maldanietz, 1938 bis 1945 Maldanen) aus zu erreichen. Eine Anbindung an den Bahnverkehr besteht nicht.